# خالد بولحروز
خالد بولحروز (به انگلیسی: Khalid Boulahrouz) متولد ۲۸ فوریه ۱۹۸۱ در هلند و بازیکن فوتبال هلندی است که در پست مدافع بازی می‌کند.
او تاکنون در تیمهای هامبورگ، چلسی، سویا، اشتوتگارت بازی کرده است.
او ۳۳ بازی ملی هم برای تیم ملی فوتبال هلند انجام داده است.